# 诺贝特·尼格布尔
诺贝特·尼格布尔（德語：Norbert Nigbur，1948年5月8日—），德国前男子足球运动员，场上位置是守门员。他曾代表西德国家队参加1974年国际足联世界杯，结果队伍获得冠军。